# Georgskorset
Ej att förväxla med andra Georgskors.
Georgskorset (engelska George Cross, GC) är den högsta civila utmärkelsen i Storbritannien och även i de flesta av länderna i Samväldet. Utmärkelsen instiftades den 24 september 1940 av kung Georg VI för hjältemodiga insatser och tapperhet under farliga omständigheter och är den civila motsvarigheten till Victoriakorset.
Georgskorset är utformat i silver och mellan korsvinklarna finns Georg VI:s monogram. Mittmedaljongen bär ett motiv med Sankt Georg och draken samt inskriften FOR GALLANTRY. Mottagarens namn och datum för tilldelning ingraveras på baksidan. Oftast ges korset till individer, men två gånger har det tilldelats kollektivt; första gången till Malta den 5 april 1942 för att ha motstått blockaden av ön. Det är denna utmärkelse som syns på Maltas flagga.
Mottagarna beviljas ett årligt stipendium som sedan 2015 har varit 10 000 pund.